# Dithecodes distracta
Dithecodes distracta là một loài bướm đêm trong họ Geometridae.